# ファゴール
ファゴール・エレクトロドメスティコス (スペイン語: Fagor Electrodomésticos, S. Coop)は、スペイン・バスク州ギプスコア県アラサーテ/モンドラゴンに拠点を置いていた大型家電製造企業。1956年に設立され、モンドラゴン協同組合企業の一部として運営されていたが、2013年11月に倒産した。

## 歴史

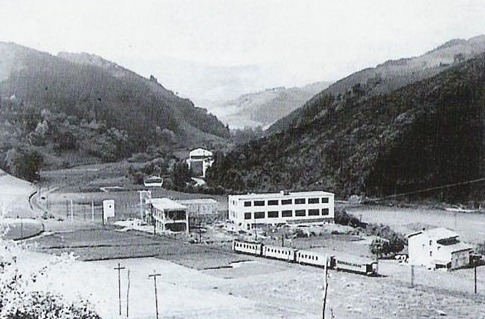
前身のウルゴール

ファゴールは世界最大の労働者協同組合であるモンドラゴン協同組合企業の一員だった。モンドラゴン協同組合企業の創始者であるホセ・マリーア・アリスメンディアリエタ神父とモンドラゴン工科学校（現・モンドラゴン大学）を卒業した5人の若者によって設立された有限会社が今日のファゴールにつながっている。1954年、アリスメンディアリエタ神父と5人はビトリアにある作業所を買収して操業認可を得て、1956年に工業協同組合としてギプスコア県モンドラゴンにウルゴールを設立した。当初は一から企業を設立することを目指したが、法的問題から困難だったため、このような手法を取って作業場を協同組合に作り変えた。ウルゴールとは5人の名前の頭文字を組み合わせたものであり、設立当初の従業員は24人だった。買収した作業所が調理用石油ストーブを製造していたことから、製造過程や市場などを流用できる暖房用ストーブなどを製造した。その後家電製品部門を拡大し、1958年には鋳造・鍛造部門を新設。1959年には完全な協同組合となり、1960年には名称をファゴールに変更した。
1989年にはバスク州に拠点を置くエデサがファゴール・グループに参加した。1999年にはポーランドのマスタークックに出資を開始し、2002年にはファゴールが単一株主となった。2002年にはアイルランドの企業を買収し、ファゴールが単一株主のファゴール・アイルランドとなった。2005年にはフランスのブラント・グループを買収し、ファゴールが単一株主となった。このように、ファゴールは企業買収による子会社化で事業を拡大する戦略を取っていた。
2007年には17.5億ユーロ、2008年には18億ユーロの事業高を記録していたが、2008年以後には欧州経済危機下で深刻な損失を負った。2011年には12.8億ユーロ、2012年には11億ユーロにまで減少し、負債額は8億ユーロから11億ユーロに上った。2013年10月16日にはファゴールの経営陣が債権者会議の開催を要請し、10月18日には工場の操業が停止された。その一方で、スペイン法の下で11億ユーロの負債の借り換えと再交渉を試みた。10月30日にはモンドラゴン協同組合企業が1.7億ユーロの財政支援を拒否し、ファゴールの倒産が現実化した。10月31日にはポーランドに拠点を置く子会社のマスタークックが会社更生を申請し、11月6日にはフランスに拠点を置く子会社のファゴール・ブラントが会社更生を申請した。ファゴール・ブラントは1920人を雇用していた。バスク州にある子会社のエデサも会社更生を申請し、11月13日にはファゴール本体と、アイルランドに拠点を置く子会社のファゴール・アイルランドが会社更生を申請した。
2014年初頭、ファゴール・ブラントは管財下に置かれ、後にアルジェリアのコングロマリットであるCevitalによって引き継がれた。ファゴールは2014年秋に正式に倒産を発表し、同じくスペインの家電製造企業であるCATAエレクトロドメスティコス（CANグループ）に引き継がれた。2014年後半には、ドイツの家電製造企業BSG Hausgeräteがポーランドのファゴール・マスタークックの買収を企てた。

## 事業
モンドラゴン協同組合企業は122の工業企業、6の金融機関、14の小売店、4の研究施設、1の大学、14の保険会社と国際貿易サービスの集合体である。グループ全体の売上高は147億ポンドを超え、雇用者数は69,000人を超えている。グループは金融部門、小売部門、産業部門の3部門に分かれており、ファゴールは産業部門に属していた。モンドラゴン協同組合企業のうちファゴールの雇用者数は2012年時点で6,988人であり、ファゴール・グループの雇用者数は2009年時点で約10,000人だった。ヨーロッパ、アメリカ、アフリカの3大陸13か国に生産拠点があり、スペインに8、フランスに5、イタリアに1、ポーランドに1、モロッコに1、中国に3の工場を有していた。13の子会社を持ち、5大陸80か国に販売網が存在した。日立製作所など日本のいくつかの電機機械企業と連携し、技術提携やOEM製造などを行っていた。倒産時にはスペイン唯一の家電多国籍企業であり、国内10位の企業グループだった。
ファゴールは電子電気機器部門と産業機器部門に分かれており、電子電気機器部門は洗濯機、冷蔵庫、オーブン、食器洗い機、システムキッチン、電子レンジ、圧力釜、トースター、ポット、鍋、プレート、アイロン、扇風機、電気暖房機、ソーラー機器など、家電分野で幅広い商品を製造していた。倒産した2013年時点では、大型家電製造企業としてはスペイン最大であり、ヨーロッパでは5番目に大きな企業だった。2005年にはフランスのブラント・グループを買収し、ヨーロッパ最大規模の大型家電製造企業となった。ブラント・グループはOcean、SanGiorgio、デ・ディートリッヒという名称をブランド名として用いていた。
ファゴール・アメリカは大型家電、小型家電、調理器具を製造していた。主要な競合相手はロバート・ボッシュGmbH、GEモノグラム、キッチン・エイド、ジェン・エア、ミーレ、エレクトロラックス、アスコだった。ファゴールの売上の32%がスペイン国内、90%がヨーロッパだった。国外での売上のうち70%は、フランス、ポルトガル、ドイツ、イギリス、モロッコ、ポーランド、チェコで記録していた。ファゴールは、ファゴール、エデサ、アスペス、マスタークック、ブラント、デ・ディートリッヒ、ファゴール・コメルシアルなどの名称をブランドとして用いていた。